# Lugano Rebels 2021
Questa voce raccoglie le informazioni riguardanti i Lugano Rebels nelle competizioni ufficiali della stagione 2021.

## Lega B 2021

### Stagione regolare
| Lugano 21 agosto 2021, ore 18:00 2ª giornata | Lugano Rebels | 6 – 25 | Argovia Pirates | Stadio comunale di Cornaredo (campo sintetico) |

| Lucerna 29 agosto 2021, ore 14:00 3ª giornata | Luzern Lions | 41 – 14 | Lugano Rebels | Leichtathletikstadion |

| San Gallo 5 settembre 2021, ore 14:00 4ª giornata | Sankt Gallen Bears | 11 – 0 | Lugano Rebels | Stadion Gründenmoos |

| Buchs 11 settembre 2021, ore 18:00 5ª giornata | Argovia Pirates | 13 – 22 | Lugano Rebels | Sportanlage Suhrenmatte |

| Lugano 19 settembre 2021, ore 14:00 6ª giornata | Lugano Rebels | 0 – 0 | Luzern Lions | Stadio comunale di Cornaredo (campo sintetico) |

| Lugano 26 settembre 2021, ore 14:00 7ª giornata | Lugano Rebels | 6 – 27 | Sankt Gallen Bears | Stadio comunale di Cornaredo (campo sintetico) |

### Playoff
| 9 ottobre 2021 Quarti di finale | Thun Tigers | 56 – 0 | Lugano Rebels |  |

## Statistiche di squadra
| Competizione      | %Vittorie | In casa | In casa | In casa | In casa | In casa | In casa | In trasferta | In trasferta | In trasferta | In trasferta | In trasferta | In trasferta | Totale | Totale | Totale | Totale | Totale | Totale |
| Competizione      | %Vittorie | G       | V       | N       | P       | Pf      | Ps      | G            | V            | N            | P            | Pf           | Ps           | G      | V      | N      | P      | Pf     | Ps     |
| ----------------- | --------- | ------- | ------- | ------- | ------- | ------- | ------- | ------------ | ------------ | ------------ | ------------ | ------------ | ------------ | ------ | ------ | ------ | ------ | ------ | ------ |
| Stagione regolare | .250      | 3       | 0       | 1       | 2       | 12      | 52      | 3            | 1            | 0            | 2            | 36           | 65           | 6      | 1      | 1      | 4      | 48     | 117    |
| Playoff           | .500      | 0       | 0       | 0       | 0       | 0       | 0       | 1            | 0            | 0            | 1            | 0            | 56           | 1      | 0      | 0      | 1      | 0      | 56     |
| Totale            | .214      | 3       | 0       | 1       | 2       | 12      | 52      | 4            | 1            | 0            | 3            | 36           | 121          | 7      | 1      | 1      | 5      | 48     | 173    |